# Libertà obbligatoria
Libertà obbligatoria è un album del 1976 di Giorgio Gaber e Sandro Luporini

## Il disco
Il disco è stato registrato dal vivo al Teatro Duse di Bologna il 14 ottobre 1976.
Si tratta dell'ultimo spettacolo in cui gli arrangiamenti sono curati da Giorgio Casellato, ed è il primo in cui Gaber suona la chitarra durante lo spettacolo.
Con questo spettacolo ha termine il confronto col movimento del Sessantotto, ormai esaurito, che aveva caratterizzato gli spettacoli precedenti, da Dialogo tra un impegnato e un non so in poi. Lo spettacolo successivo, Polli d'allevamento, vedrà invece Gaber contrapporsi polemicamente al movimento del Settantasette, dal quale l'artista prenderà nettamente le distanze.

## Tracce

### Disco 1
1. Introduzione / I reduci
2. L'inserimento
3. Flash
4. Le carte
5. Il delirio
6. La cacca dei contadini
7. Il comportamento
8. Il dono
9. Lona
10. Il sogno di Gesù
11. L'uomo muore

### Disco 2
1. La solitudine
2. La coscienza
3. La smorfia
4. I partiti
5. Le elezioni
6. Il tennis
7. Quando lo vedi anche
8. L'America
9. Si può
10. Il sogno di Marx
11. Il cancro
12. Finale

## Musicisti
- Giorgio Gaber - voce, chitarra acustica, cori
- Giorgio Casellato - tastiera, marimba, cori, arrangiamenti
- Bruno Crovetto - basso
- Gigi Cappellotto - basso
- Tullio De Piscopo - batteria, percussioni
- Sergio Farina - chitarra acustica e chitarra elettrica
- Oscar Rocchi - tastiera
- Carlo De Martini - violino
- Gianmaria Berlendis - violino
- Paolo Salvi - violoncello
- Lella Esposito - cori
- Dalia Gaberščik - cori